# شریف‌آباد (دهشیر، جنوب)
شریف‌آباد روستایی در دهستان دهشیر بخش مرکزی شهرستان تفت استان یزد ایران است.

## جمعیت
بر پایه سرشماری عمومی نفوس و مسکن در سال ۱۳۹۵ جمعیت این مکان ۳۲ نفر (۱۸خانوار) بوده‌است.